# Lima Centro
Lima Centro es el nombre extraoficial que recibe la subregión central de Lima Metropolitana, capital de Perú. Está conformado por los distritos limeños ubicados en el centro de la conurbación de la capital. Es la zona más antigua de la ciudad o downtown, que incluye el centro histórico de Lima y el Damero de Pizarro, desde donde se expandió la actual provincia de Lima. 
Lima Centro tiene una población económicamente variada, en gran parte de nivel socioeconómico C (popular):
- 11.3 % en el nivel muy pobre.
- 20.9 % en el nivel pobre.
- 41.2 % en el nivel popular.
- 19.6 % en el nivel medio.
- 6.2 % se ubica en el estrato socioeconómico más elevado.

## Nombre
Comúnmente, el topónimo de Lima Centro es utilizado para diferenciarla de los conos (Lima Norte, Lima Este y Lima Sur). Según la Real Academia Española, la definición de «cono» en el Perú significa:

«Sector del área metropolitana de Lima que se proyecta a partir del centro: cono norte, cono este y cono sur.»

## Límites
Por el norte
- Provincia constitucional del Callao.
- San Martín de Porres
- Independencia

Por el este
- San Juan de Lurigancho
- El Agustino, Ate
- La Molina

Por el sur
- San Juan de Miraflores
- Chorrillos

Por el oeste
- Océano Pacífico

## Distritos
Según el INEI, los distritos que conforman Lima Centro están ordenados por las siguientes zonificaciones populares:

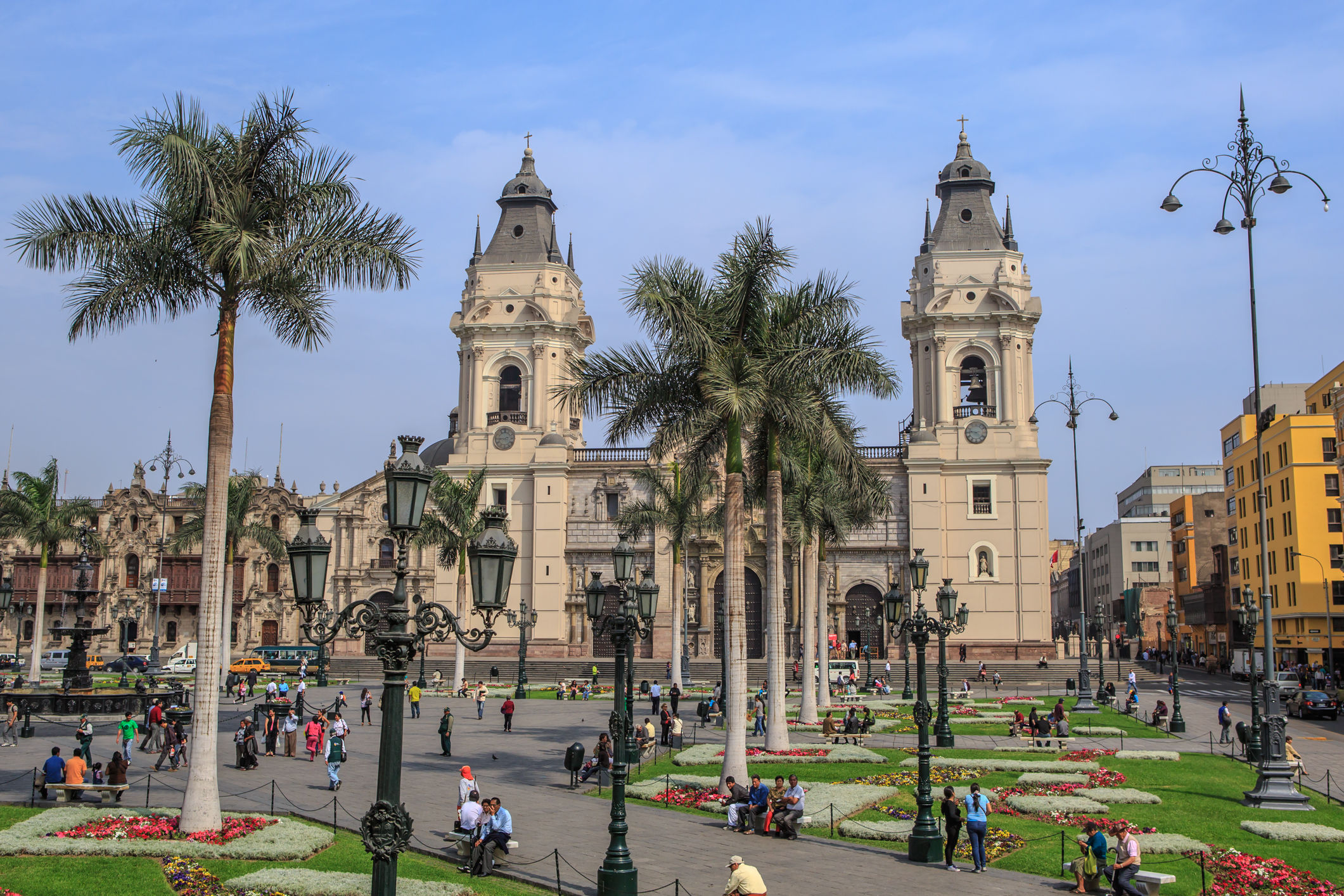
Plaza Mayor de Lima.

### Lima Centro o Tradicional

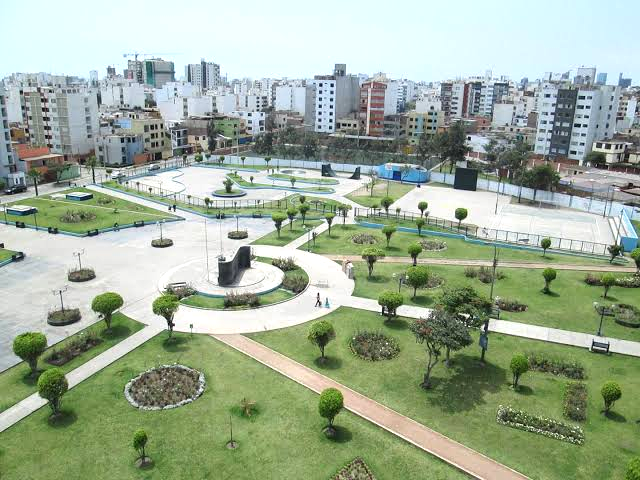
Parque Héroes de la Paz, distrito de Surquillo.

- Rímac
- Lima
- San Luis
- La Victoria

### Lima Moderna

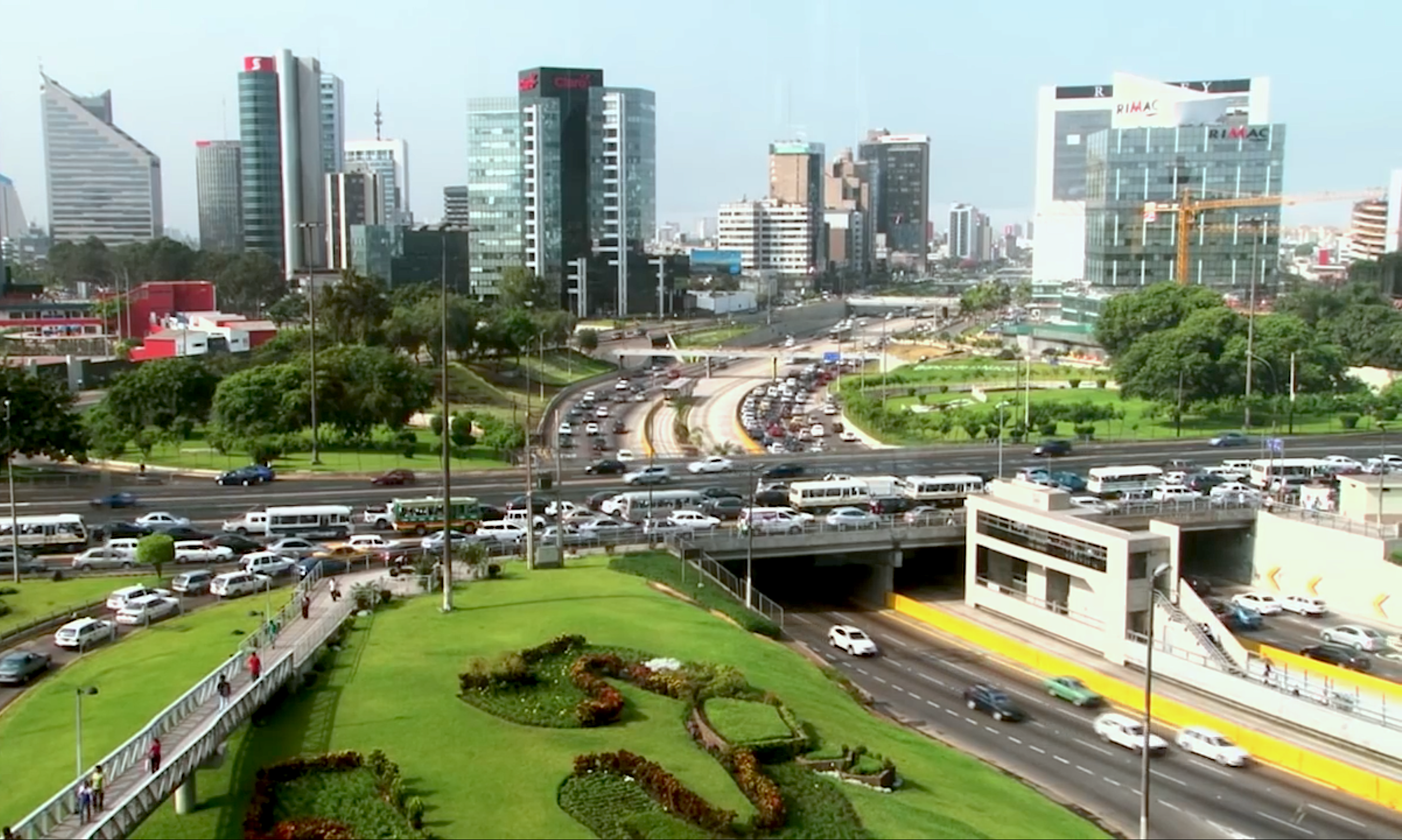
Intersección Vía Expresa Paseo de la República con la avenida Javier Prado Este, distrito de San Isidro.

- San Miguel
- Magdalena del Mar
- Pueblo Libre
- Breña
- Jesús María
- Lince
- Surquillo

### Lima Top
- San Isidro
- San Borja
- Santiago de Surco
- Barranco
- Miraflores

## Demografía
La población de Lima Centro por distrito es la siguiente:
| Distrito          | Población 2017 | Población 2024 | IDH 2019        |
| ----------------- | -------------- | -------------- | --------------- |
| Rímac             | 174 785        | 184,718        | 0.7300 Alto     |
| Lima              | 268 352        | 270,404        | 0.7647 Alto     |
| San Luis          | 52 082         | 61,589         | 0.7933 Muy Alto |
| La Victoria       | 173 630        | 189,751        | 0.7142 Alto     |
| San Borja         | 113 247        | 132,463        | 0.8236 Muy Alto |
| Santiago de Surco | 329 152        | 425,115        | 0.8018 Muy Alto |
| Barranco          | 34 378         | 36,707         | 0.8236 Muy Alto |
| Miraflores        | 99 337         | 115,490        | 0.8326 Muy Alto |
| Surquillo         | 91 023         | 103,821        | 0.8171 Muy Alto |
| San Isidro        | 60 735         | 73,641         | 0.7888 Muy Alto |
| Lince             | 54 711         | 62,699         | 0.8424 Muy Alto |
| Jesús María       | 75 359         | 91,920         | 0.8372 Muy Alto |
| Breña             | 85 309         | 99,959         | 0.8121 Muy Alto |
| Pueblo Libre      | 83 323         | 99,072         | 0.8337 Muy Alto |
| Magdalena del Mar | 60 290         | 72,769         | 0.8339 Muy Alto |
| San Miguel        | 155 384        | 183,903        | 0.8224 Muy Alto |
| Total             | 1 911 097      | 2,204,021      | 0.8040 Muy Alto |

### Distrito del Rímac
El distrito del Rímac se destaca del resto de los distritos de Lima por tener una amplia historia tradicional. Fue creado bajo Decreto el 2 de febrero de 1920. Se ubica al norte del centro histórico de Lima, y a la vez, posee una parte de ella. Cuenta con una superficie de 11.87 km2 y una altitud media de 161 m.s.n.m. El nombre lo toma del río homónimo, que demarca su límite con el distrito de Lima.
Rímac es visitado recurrentemente por turistas debido a sus atractivos turísticos, de los que destacan: la Alameda de los Descalzos, la Quinta de Presa, el Paseo de Aguas, la plaza de toros de Acho, la Huaca La Florida, entre otros.

### Distrito de Lima
El distrito de Lima se localiza a orillas del río Rímac, fue creado el 4 de agosto de 1821. Es el distrito con mayor historia de Lima. En la época precolombina, fue habitado por diversos grupos amerindios, estando agrupado en el señorío de Ychsma. En el siglo XV, fue erigida como la Ciudad de los Reyes por el conquistador español, Francisco Pizarro, el 18 de enero de 1535.
El distrito es muy concurrido por turistas debido a sus múltiples atractivos turísticos y sitios históricos, como: la Plaza Mayor de Lima, la Catedral de Lima, la Alameda Chabuca Granda, el Parque de la Reserva, la Basílica y convento de San Francisco, etc.

### Distrito de San Luis
El distrito de San Luis fue creado el 23 de mayo de 1968, segregándose del distrito de La Victoria.
Es uno de los distritos más pequeños de la subregión y de la provincia de Lima, teniendo una superficie de 3.49 km2. Su nombre proviene de la urbanización homónima, que era jurisdicción del distrito de La Victoria. Dicha denominación de la urbanización, proviene de la familia que era propietaria de dichas tierras.

### Distrito de La Victoria
El distrito de La Victoria se ubica al sur del centro histórico de Lima. Fue creado el 2 de febrero de 1920, segregándose de los distritos de Miraflores, Lima y Ate; y que antiguamente abarcaba a las actuales jurisdicciones de los distritos de El Agustino y San Luis, y parte del distrito de San Borja.
La Victoria se caracteriza por ser un distrito populoso, mayormente habitado por personas de un estrato socioeconómico medio y medio bajo, y que además albergó a la antigua clase obrera.

### Distrito de San Borja
El distrito de San Borja fue fundado el 1 de junio de 1983, segregándose del distrito de Surquillo, y absorbiendo partes de los distritos de Santiago de Surco y San Luis.
El distrito es habitado mayoritariamente por familias de un estrato socioeconómico alto; mientras que, su índice de desarrollo humano es muy alto, teniendo un valor de 0.8236 en 2019, ocupando el séptimo lugar entre todos los distritos del Perú.

### Distrito de Santiago de Surco
El distrito de Santiago de Surco está ubicado en la zona suroeste de provincia de Lima. Cuenta con una superficie de 52,00 km2 y una altitud media de 72 m s. n. m.
El distrito fue creado el 16 de diciembre de 1929, segregándose del distrito de Barrranco, y abarcó la jurisdicción de los actuales distritos de Villa El Salvador, Villa María del Triunfo y San Juan de Miraflores, y parte de San Borja. Es habitado en gran parte por familias de nivel socioeconómico alto, mientras que, en la zona sur se encuentran hogares de diferentes estratos socioeconómicos, entre ellos: medio alto, medio y medio bajo.

### Distrito de Barranco
El distrito de Barranco fue creado el 26 de octubre de 1874, con el nombre de San José de Surco. Es uno de los distritos más pequeños de la provincia de Lima, contando con 2.808 km2 de superficie. El distrito es habitado por familias de nivel socioeconómico alto y medio alto. A su vez, se destaca por tener numerosos restaurantes, así como también discotecas y bares bohemios.
El distrito cuenta con varios lugares turísticos, de los que destacan: la Iglesia La Santísima Cruz, el Puente de los Suspiros, la Ermita de Barranco, entre otros.

### Distrito de Miraflores
El distrito de Miraflores fue creado el 2 de enero de 1857, y que antiguamente abarcó los actuales distritos de La Victoria, San Isidro y Lince, parte de los distritos de Santiago de Surco, Surquillo, San Luis y San Borja. El distrito se ubica en la zona oeste de Lima. Y cuenta con una extensión de 9,62 km2 y una altitud media de 79 m s. n. m.
Miraflores posee muchos atractivos turísticos, siendo visitado recurrentemente por turistas. Entre los atractivos turísticos que posee destacan: la Huaca Pucllana, el Parque Central de Miraflores, el centro comercial Larcomar, la casa-museo de Ricardo Palma, entre otros.

### Distrito de Surquillo
El distrito de Surquillo se ubica al oeste de Lima. Cuenta con una extensión de 4,49 km2, lo cual lo hace uno de los distritos más pequeños de la subregión y de la provincia de Lima. Fue creado el 15 de julio de 1949, segregándose de los distritos de Miraflores y Santiago de Surco, y abarcó gran parte de la jurisdicción actual del distrito de San Borja.
El distrito de Surquillo se caracteriza por estar dividido internamente según el nivel socioeconómico, siendo "Surquillo Viejo" habitado mayormente por la clase popular, mientras que "Surquillo Moderno" es habitado mayormente por familias de nivel socioeconómico alto, medio alto y medio.

### Distrito de San Isidro
El distrito de San Isidro fue creado el 24 de abril de 1931, segregándose del distrito de Miraflores. Tiene una extensión de 9,82 km2 y una altura media de 108 m s. n. m.
El distrito se caracteriza por estar habitado mayormente por familias de nivel socioeconómico alto y, a su vez, cuenta con un índice de desarrollo humano muy alto, siendo uno de los distritos del Perú con mayor IDH. Asimismo, San Isidro atravesó un proceso de desarrollo urbano durante la década de los 80 y 90, lo cual lo convirtió en la actualidad como el centro financiero de Lima, siendo los principales rubros económicos el comercio y los servicios.

### Distrito de Lince
El distrito de Lince fue creado el 18 de mayo de 1936, segregándose de los distritos de San Isidro y Miraflores. Tiene una extensión de 3,03 km2 y una altitud de 117 m s. n. m., lo que lo convierte en uno de los distritos de menor superficie de Lima.
Es caracterizado por tener un alto índice de desarrollo humano, con un valor de 0,8424, ubicándose en el segundo lugar de los distritos del Perú con mayor IDH. A su vez, gran parte de su población está conformada por familias de nivel socioeconómico medio alto; mientras que, el resto lo conforman familias de nivel alto.

### Distrito de Jesús María
El distrito de Jesús María se ubica al suroeste del centro histórico de Lima. Cuenta con una superficie de 4,57 km2 y su altitud media es de 115 m s. n. m. El distrito se caracteriza por estar habitado por personas de nivel socioeconómico alto. En 2019, ocupó el tercer lugar en el índice de desarrollo humano de los distritos del Perú, por detrás de La Molina y Lince.
Además, el distrito cuenta con varios lugares de atractivo turístico, de los que destacan: el Centro Cultural Peruano Japonés, Museo de Historia Natural de Lima, Campo de Marte, Jardín botánico de Plantas Medicinales de Lima, etc.

## Principales vías de conexión local
- Avenida Paseo de la República
- Avenida Javier Prado
- Avenida Tomás Marsano
- Avenida Angamos - Avenida Primavera
- Avenida Aviación
- Avenida San Luis
- Avenida Andrés Aramburú
- Avenida República de Panamá
- Avenida Alfredo Benavides
- Avenida Nicolás Ayllón
- Avenida Caminos del Inca
- Avenida Guardia Civil
- Avenida Miguel Grau
- Avenida Brasil
- Avenida 28 de Julio (Lima)
- Avenida 28 de Julio (Miraflores)
- Avenida Arica
- Avenida Alfonso Ugarte
- Avenida México
- Avenida de la Marina
- Avenida Universitaria
- Avenida General Felipe Salaverry
- Avenida José Pardo
- Avenida Ricardo Palma
- Avenida José Gálvez Barrenechea (también llamada avenida Principal)
- Avenida Faustino Sánchez Carrión
- Avenida Manuel Villarán
- Avenida Nicolás Arriola
- Avenida Nicolás de Piérola
- Avenida Venezuela
- Avenida San Borja Sur
- Avenida Óscar R. Benavides
- Avenida Argentina
- Avenida Abancay
- Vía de Evitamiento - Carretera Panamericana Sur
- Vía expresa Línea Amarilla
- Avenida España
- Avenida Elmer Faucett
- Circuito de playas de la Costa Verde